# Carrascosa de Haro
Carrascosa de Haro è un comune spagnolo di 148 abitanti situato nella comunità autonoma di Castiglia-La Mancia.